# نساء في المرايا
نساء في المرايا هو فيلم مغربي من إخراج سعد الشرايبي سنة 2011، وبطولة كل من نفيسة بنشهيدة، مريم الزعيمي، ولطيفة أحرار.
يعبر الفيلم عن انشغال المخرج بقضايا وهموم المرأة واشتغاله عليها من خلال ثلاثية دشنها بفيلم «نساء... ونساء» (1998) ثم جوهرة بنت الحبس (2004).

## توزيع الأدوار
- نفيسة بنشهيدة في دور نور
- مريم الزعيمي في دور لبنى
- لطيفة أحرار في دور داليا
- سعيد باي في دور رشيد
- أمل عيوش في دور مدام غيثة
- فاطمة الزهراء بناصر في دور حياة
- فريد الركراكي في دور القايد